# 2011年挪威爆炸和枪击事件
2011年挪威爆炸和枪击事件，又称烏托亞島大屠殺，是指2011年7月22日发生在挪威首都奥斯陆市的爆炸事件与数小时后发生在于特岛的枪击事件。当地时间15时26分，位于奥斯陆市中心的挪威政府办公大楼附近发生爆炸，挪威政府大楼、财政部大楼以及对面的《世界之路》报社在爆炸中受到破坏，造成8人死亡，30人受伤。在炸彈爆炸發生2小時後，在位于奥斯陆以西约40公里处于特岛发生枪击事件，一名装扮成警察的枪手向在岛上参加執政挪威工黨举办的青年团的人群射击，69人死亡，打伤66人，疑犯當場被捕。
枪手是32岁的挪威人安德斯·贝林·布雷维克。當地警方证实两起袭击事件係安德斯一人所为，且与国际恐怖主义组织无关。總共有77人死於該兩宗襲擊。
本次袭击事件是挪威自二战時受德國軍事入侵后70年間遭受的最大规模袭击，也是2004年马德里连环爆炸案和2005年伦敦爆炸案后欧洲最严重的屠杀事件。

## 奥斯陆爆炸事件

爆炸地点图示：红色建筑为H楼，蓝色建筑为R4楼，两楼中间的道路为爆炸发生处。

2011年7月22日15时26分左右（欧洲中部夏令时间），挪威奥斯陆市中心的挪威政府总部办公楼群H楼（Høyblokka）与R4楼之间的Grubbegata道发生强力爆炸。爆炸地点紧邻挪威首相办公室（位于H楼内）及另一些政府部门如挪威石油和能源部（R4楼）、挪威財政部（G楼）等等。
据当时现场附近的办公人员回忆，至少听见两声接连的爆炸声。爆炸声音震破了400米外的窗户玻璃，4公里外都可听到。爆炸后，附近建筑的窗户玻璃几乎全部震破。事发道路上满是瓦砾与玻璃碎片。临近的H楼的低层建筑与R4楼严重受损。H楼高层有黑色浓烟冒出，R4楼低层持续着火并有白色浓烟冒出，直达数十米高度。道路中可见到汽车的残骸（左图橙色区域）。有不止一人浑身浴血倒在路上。警方到场后确认至少有7人死亡，15人受伤，并封锁区域。

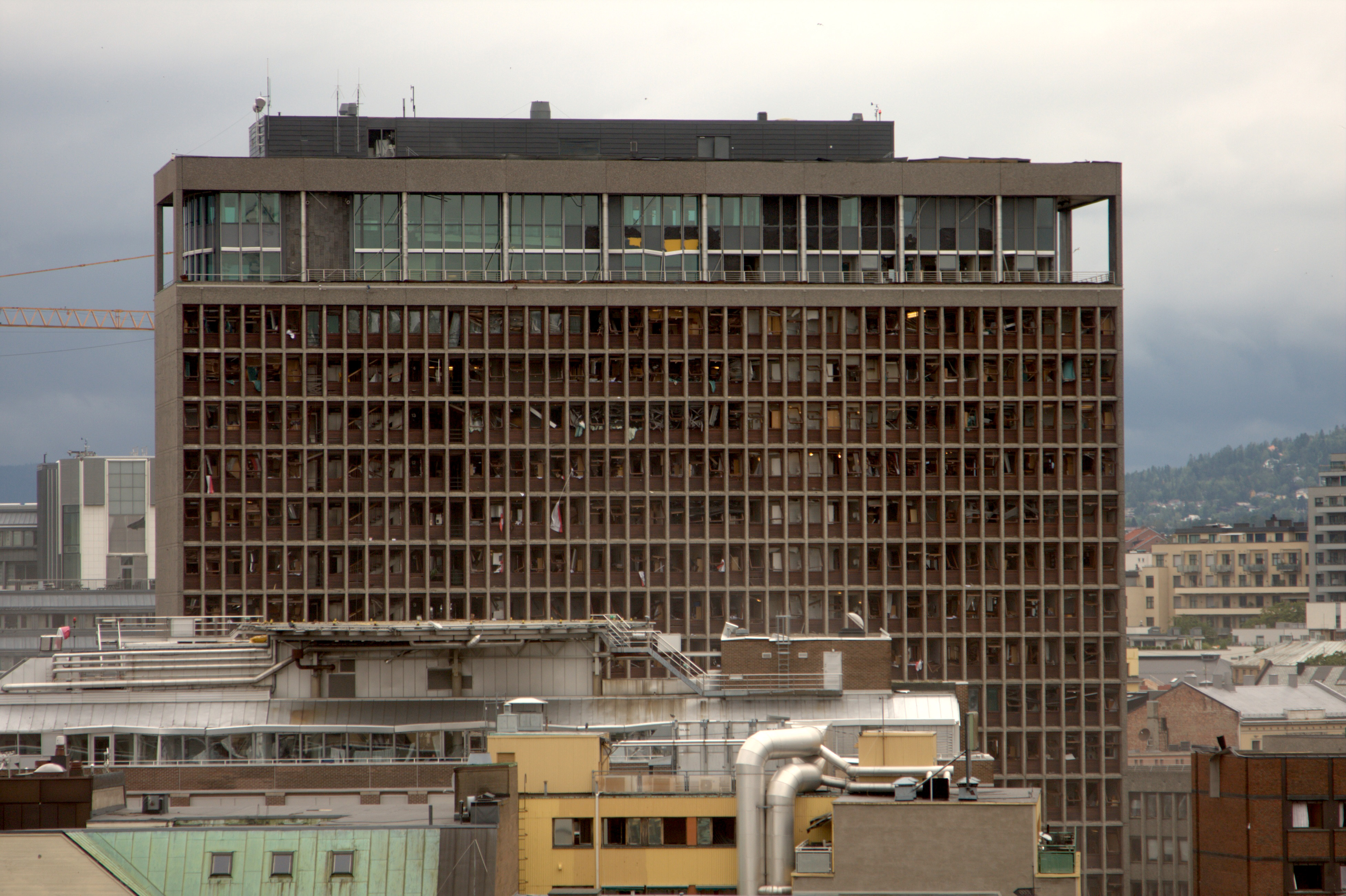
爆炸过后的H楼，摄于15时40分，楼面玻璃窗户基本震碎，16楼为首相办公室所在（共17层）

附近在场民众普遍被爆炸震惊，不少人立即逃离现场。警方从受波及的建筑中运出数位伤者，并要求居民尽量疏散以及少使用手机。
据奥斯陆代理警察局长斯朋海姆（Sveinung Sponheim）确认，爆炸案应是由汽车炸弹引起。他认为临近大楼内可能还有尸体或未引爆的爆炸物，但由于建筑处于危险状态而暂时无法搜查。

### 伤亡情况
警方最初确认2人死亡，不久后增加至7人，并有15人严重受伤，其中11人情况危殆需要立即送院治疗。此外有约100人轻度受伤需要治疗。绝大多数伤者是被坠落的杂物与玻璃所伤，受伤部位多在头部和胸部。

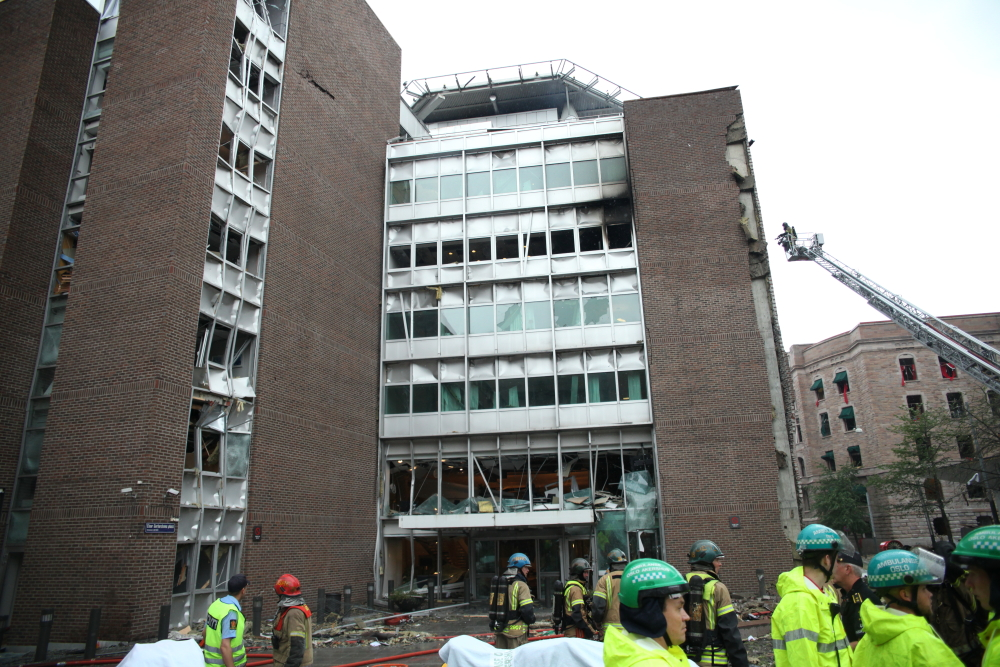
爆炸后的R4楼，石油与能源部所在地

挪威首相延斯·斯托尔滕贝格当时不在办公室内，因此并未受到爆炸波及。他在爆炸后一小时左右致电挪威TV 2电视台，表示他本人处于安全状态，但因应警方建议，不便透露他所在位置。此外没有挪威政府官员在爆炸中受伤。政府官员汉斯·克里斯蒂安·阿芒森认为，由于事发当时是星期五下午，不少职员已经离开办公地点，否则受爆炸波及者可能会更多。

### 交通影响

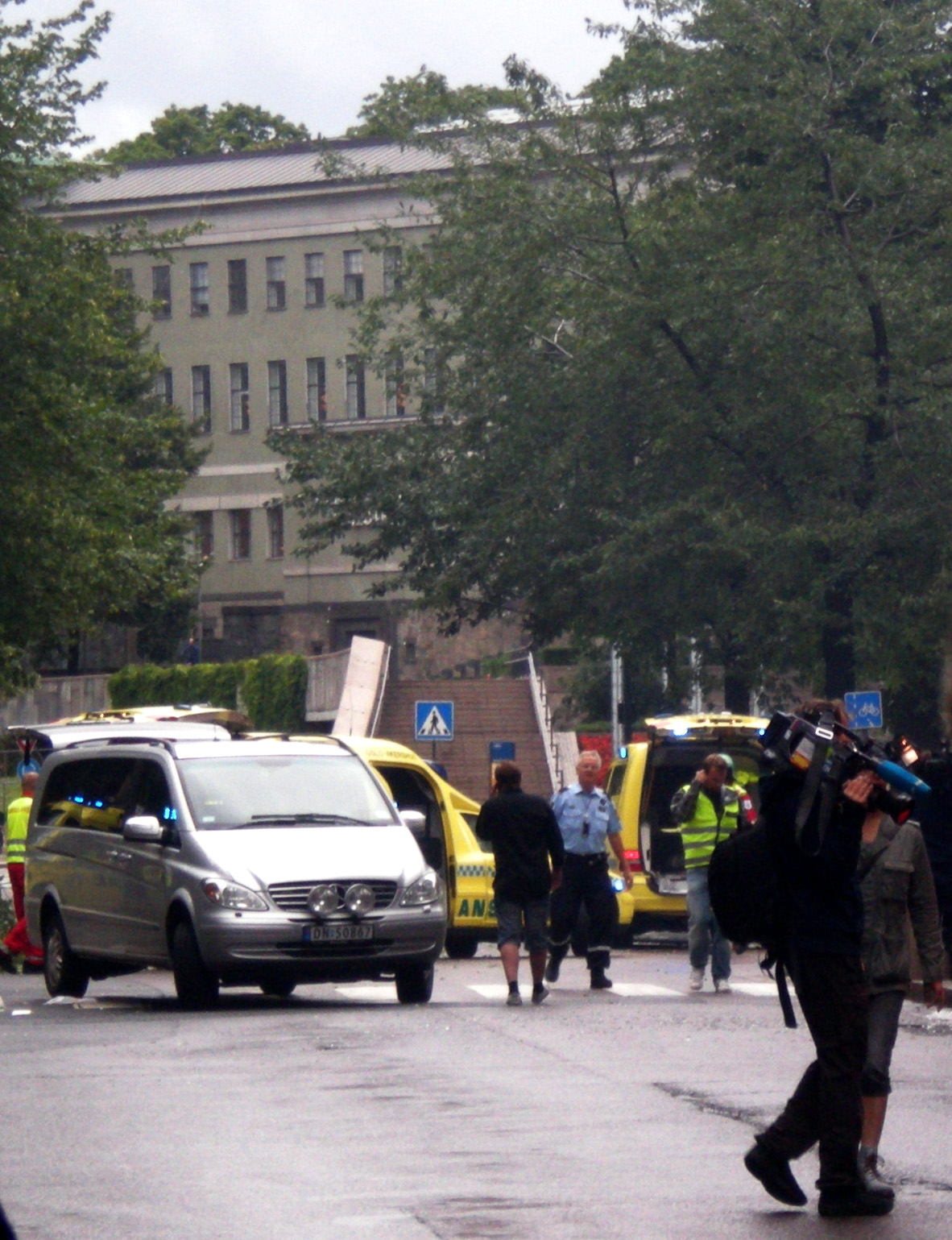
警察与救护人员在爆炸现场附近

事发后约20分钟，警方封锁了爆炸附近的区域，并疏散了附近人群。警方呼吁奥斯陆市内的居民不要靠近市中心区域，并称出于不确定是否会有更多的恐怖袭击的考虑，要求市民尽量少使用手机。与此同时，出入奥斯陆的公共交通工具暂时停运。BBC（英国广播公司）称收到当地居民发出的电子邮件，称市内到奥斯陆机场的道路上已经架设了警方的检查点。而警方正在对机场内的车辆进行搜检。
铁路方面，由于铁轨附近发现可疑的包裹，利勒斯特伦到奥斯陆机场的沿线铁路已经暂时关闭。16时12分，奥斯陆中央火车站临时关闭。

## 于特岛枪击事件
于特岛是位于奥斯陆西北部、直线距离约36公里的蒂里湖中的一个小岛。每年夏天，隶属执政党工党的“工人青年团”会在岛上组织为期5日的夏令营活动，培养下一代的政治领袖。挪威警方表示，奥斯陆市中心的爆炸事件发生后约一个半小时，作警察打扮的安德斯·贝林·布雷维克持枪乘坐渡轮登上于特岛，并声称自己是赶来执行任务的警察（他乘坐渡轮时使用了“马丁·尼尔森”作为化名。一位16岁的幸存者在接受采访时表示，凶手从码头慢悠悠地向聚集人群走来，“30多岁，看起来像一个和蔼的普通警察。”），因奥斯陆发生爆炸事件而需要对岛上人员进行例行检查。营中的青少年已经获知奥斯陆市中心的爆炸案，因此大部分人都集合在一起，一共约有600人在场。正在夏令营中活动的青少年相信了他的话并向其靠拢，他像警察一样要求大家站成一列，然后突然从包中取出手枪射击。惊慌失措的青少年们四处逃散躲避。有人试图躲入石头或灌木丛后，有人爬上树木，也有人跳水逃生。枪手于是“追着他们”开枪。由于该岛离湖岸约800米，一些跳水逃生的人不幸被淹死。目击者称，枪手先向岛上人员射击，然后又掉转枪口射杀湖中的逃生者。据一位幸存者描述，枪手射击时十分冷静，十分清楚自己在干什么，他向其他人大喊：“马克思主义者们，你们都会死”。一些游泳逃生的人发现距离岸边过远后开始往回游，然后躲在岸边的礁石下。而枪手在约1小时后折返开枪，又造成不少人死亡。大多数幸存者躲在岩石下或地下室等遮蔽处，透过手机短信相互交流以避免被枪手发现。挪威司法部下国家警察局的一名发言人声称大部分遇难者年龄在15至16岁之间。
挪威警方在枪击事件发生的一个半小时后赶到现场。有报道称警方未能及时找到可用的直升机，于是决定开车至湖边，而之后又花费若干分钟找到可渡湖的船只。在此之前，枪手在岛上四处走动，并向逃竄或躲避的人开火。警方赶到后，枪手并未反抗，向警方投降。由于枪手装扮成警察，一些幸存者看到赶来支援的警察后要求警察首先放下武器，害怕警察向他们射击。
挪威首相原本预计会出席这次夏令营活动。
| 死者的年龄 | 死者的年龄 | 死者的年龄 | 死者的年龄 | 死者的年龄 | 死者的年龄 | 死者的年龄 | 死者的年龄 | 死者的年龄 | 死者的年龄 | 死者的年龄 | 死者的年龄 | 死者的年龄 | 死者的年龄 | 死者的年龄 | 死者的年龄 | 死者的年龄 | 死者的年龄 | 死者的年龄 | 死者的年龄 | 死者的年龄 | 死者的年龄 |
| ---------- | ---------- | ---------- | ---------- | ---------- | ---------- | ---------- | ---------- | ---------- | ---------- | ---------- | ---------- | ---------- | ---------- | ---------- | ---------- | ---------- | ---------- | ---------- | ---------- | ---------- | ---------- |
| 年龄       | 14         | 15         | 16         | 17         | 18         | 19         | 20         | 21         | 23         | 25         | 26         | 27         | 28         | 30         | 32         | 34         | 43         | 45         | 51         | 56         | 61         |
| 死亡人数   | 2          | 7          | 7          | 17         | 17         | 5          | 1          | 3          | 2          | 1          | 1          | 1          | 1          | 2          | 2          | 1          | 2          | 1          | 2          | 1          | 1          |

### 救援行动
在枪击发生后，德国游客马塞尔·格莱弗靠一条小船从水中救起30人。
格莱弗在听到于特岛方向传来阵阵枪声、看到那里冒出的浓烟后，他立刻用望远镜发现于特岛上有许多人跳下水。为了帮助那些跳水者，他立即驾着小船朝于特岛前进。在行进途中他把救生衣扔给逃难者，他一边把尽可能多的人从水里拉上船，一边用望远镜搜寻行凶的歹徒。就这样他的小船行驶了四五趟一共救起30个人。他表示自己后来之所以停止救人是因为随后赶到的警察阻止他继续冒险。
虽然救了30条人命，格莱弗并不认为自己是英雄，他说：“出于本能，我就这么做了。当时情况根本容不得我慌张，我就做了该做的事情。”
挪威王妃梅特·玛丽特继父的亲生儿子特朗德·贝恩特森也在袭击中身亡，他是一名警察，枪击案发生时他正在休班。
据多家挪威媒体报道，有目击者于23日报告当时行凶的枪手有二人，另一人据挪威通讯社说法为身着带警徽的厚运动衫。警方后来拘捕了一名17岁的少年，并将其认作疑犯审讯及关押17个小时。后来证实他并非共犯而是夏令营参与者之一，警方的怀疑建立在他的发型与身份证件上不同以及他的反应过于冷静，异于其余幸存者。挪威最高法院大律师哈拉德·斯塔贝尔批评警方审讯时没有尽力与其父母联络，也没有为其配备律师。

## 嫌犯情况
挪威国营公共广播机构NRK和其他几个挪威媒体认定安德斯·贝林·布雷维克涉嫌于特岛枪击和奥斯陆爆炸两起攻击事件。据他的律师里佩斯泰德称，布雷维克承认自己发动两起袭击事件，但否认有罪，因为他声称，他的行动是“残暴但是必要的”。7月25日布雷维克首次出庭受审，布雷维克被判拘押8周，其中前4周是“完全隔离期”。完全隔离期裡，布雷维克被完全禁止与外界接觸。布雷维克在受审前提出两个愿望，一是审判完全公开，二是他希望能夠穿自己喜愛的軍服公開審判。但他的两个愿望都被法官拒绝。
布雷维克在行凶前六小时前在网上发布的宣言中附上了本人武装的照片。他穿着昂贵的澳大利亚产运动装，佩戴挪威海军陆战队臂章，手持装有对准镜的步枪。他左肩章上写着“马克思主义者猎人，挪威，多元文化叛徒猎杀许可证”。（英語：Marxist Hunter – Norway – Multiculti traitor hunting permit.）

### 背景
挪威国家电台报道，两起事件的制造者是32岁的安德斯·贝林·布雷维克，他是土生土长，长着一头金发和蓝眼睛的北歐挪威人。警方确认他与国际恐怖主义组织毫无关系，有基督教极端主义倾向，属于极右派行动成员，反對左派分子和伊斯蘭。警方說安德斯的表现“简直就是一个疯子”，很可能是为了报复执政的工党。
据挪威新闻社（NTB）报道，警方在逮捕安德斯后发现，该凶手居住在挪威东部地区，是个农产品商人，因此他可以订购大量用来制造炸弹的特殊化肥，据传安德斯在5月购买了6吨化肥。他是名基督教原教旨主义者，當地槍會成員，名下有两把获得注册的武器，经常上网发表一些“极端主义言论”，案发前没有任何犯罪记录。他还是瑞典新纳粹网上论坛的会员，网名Nordisk。他自2005年就加入挪威右翼政党挪威进步党，屡次在网上发表强烈的国家主义言论，批评挪威的移民政策太过宽松，反对不同背景的人生活在一起。
一家挪威媒体报道，安德斯在其Facebook网页上介绍自己是一名“保守的人”、“基督徒”，喜欢打猎和玩电脑游戏，尤其是《魔兽世界》。安德斯在案发前不久才开通Twitter，在Twitter他转述约翰·斯图亚特·穆勒的话：“一个秉持信念的人，力量可比只顾利益的十万雄师。”
挪威警方正詳查1份在攻擊當天張貼在網路上的宣言，這份宣言怒斥歐洲社會主義菁英、「多元文化主義者」和「推動伊斯蘭化人士」，並說他們會因做出「背叛行為」而遭受懲罰。警方和律師說，嫌犯布列維克坦承犯下這兩起攻擊案，但他並未承認犯罪。布列維克的網路文章中包括日記、炸彈製作手冊和政治怒吼，而且他還攻擊馬克思主義，表示他是中世紀天主教組織聖殿騎士團的成員。在一篇文章中，布列維克說他從事挖礦、農業活動都是為了準備這次殉道作戰。布列維克寫道，他的行動會引起對這份稱作「2083-A歐洲獨立宣言」的注意。布雷维克在其网上“宣言书”中表示很敬佩普京，称有必要在挪威组建一个与俄罗斯“我们”青年组织类似的“爱国组织”（“我们”青年组织于2005年至2007年间迅速发展壮大，吸收了大约12万名17岁至25岁青年成员。该组织不仅获得普京支持，而且与俄罗斯政坛多名高官关系密切）。布雷维克在網絡上發表的「宣言書（Manifest）」中亦稱「應該向日本、韓國、中國、台灣學習」，對上述亞洲各國不採取多元文化主義、伊斯蘭移民較少等情況提出高度評價，並提及麻生太郎是其希望會見的人之一。

### 可能的共犯
此前的警方调查中，几位于特岛目击证人告诉警方有第二个枪手作案。不过24日据美国媒体报道，安德斯的律师当天指出，他的当事人表示自己一个人制造了这次惨案。

## 判决
2012年8月24日，当地时间约10时许，法院开始宣读对布雷维克的判决。经鉴定，布雷维克精神正常，還要求法官判自己死刑，被判处“防范控制”，刑期21年，最低刑期10年。这是一种挪威特有的不定刑期。理论上讲可以每5年进行延长刑期1次，致使囚犯实质的终身监禁。这也是对于挪威一般公民的最重刑罚。但是，在最低刑期期满后，罪犯每年可以请求假释，如果他不再被认为对社会具有危险，那么假释就可能得到许可。

## 反应

2011年7月25日，在奥斯陆森特倫區有20万人参加鲜花游行。

### 国内
挪威首相斯托尔滕贝格于22日晚间发表讲话，称“不会因炸弹和枪击而沉默”，要求挪威人坚强面对事件。斯托尔滕贝格于事件发生次日再次召开新闻发布会，称奥斯陆政府总部大楼的爆炸案和于特岛的枪击事件是挪威自第二次世界大战德國入侵挪威以来所发生的最恶劣的暴力犯罪，是一起“国家悲剧”。
同日下午，挪威国王哈拉尔五世及王后同斯托尔滕贝格一道在蒂里湖边一个宾馆中与枪击案幸存者以及受害者的家属见面，国王随后发表声明，称事件“对挪威是严峻的考验”，但他相信“自由大于恐惧”，相信“挪威人民能够生活在一个民主而和平的国家里”。

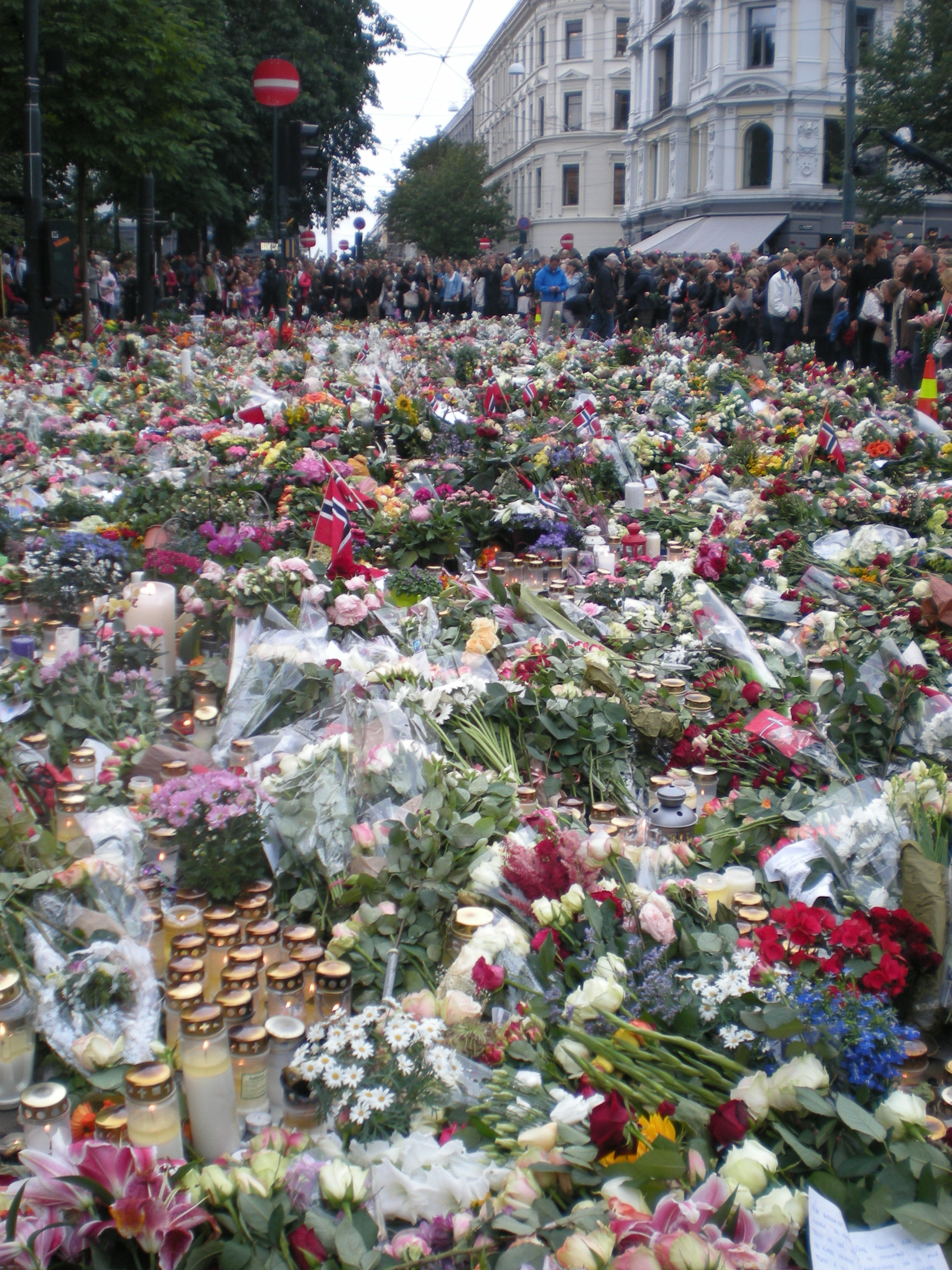
祭奠在奥斯陆大教堂门前的鲜花，2011年7月25日。

#### 后续事件
7月25日，有大约20万民众手举各色玫瑰花在奥斯陆市区举行了鲜花游行，以纪念遇难者，并传播善良和爱。
美國福斯新聞名嘴格倫·貝克於襲擊後在電台節目中將在于特島舉辦夏令營的工黨青年團比喻為希特拉青年團，這番言論惹來了激烈反彈，前挪威新聞部秘書Torbjørn Eriksen批評貝克是「無知、錯誤和極具傷害性」，挪威政治科學家Frank Aarebrot指責貝克是「法西斯主義」和「豬」。
7月29日，挪威各界于当天首度为一些遇难者举行了葬礼，挪威全国降半旗致哀。首相斯托尔滕贝格携内阁成员、遇难者家属以及各界民众一同参加了葬礼。他再次强调“我们不会被震慑住，也不会噤若寒蝉……我们将会以爱制暴，将永远为我们的英雄们（指遇难者）感到光荣。”当天他还拜访了一座清真寺，以此展现该国的团结和对多元文化的尊重。

### 国际
事件发生后，大多数国家和组织对此事件做出反应，对事件中遇难者表示哀悼与同情，同时谴责这一事件。
北欧其它国家：丹麦、芬兰、冰岛与瑞典在7月24日下半旗致哀，北歐五國在7月25日正午12時一起為死難者默哀1分鐘。
- 丹麦：首相拉爾斯·勒克·拉斯穆森表示“我们今日与挪威站在一起”，并代表丹麦人民对事件表示同情。[64]
- 芬兰：總統塔里娅·哈洛宁对挪威事件表示哀悼，芬兰外交部部长埃尔基·图奥米奥亚也向挪威外交大臣约纳斯·加尔·斯特勒表达了他对事件的哀悼，对现时情况表示深切担忧[65][66]。
- 冰島：總理約翰娜·西于爾扎多蒂对挪威人民的悲痛感同身受，并表示会给予一切可行的帮助[67]。
- 瑞典：國王卡爾十六世·古斯塔夫發表聲明，表達他和希爾維亞王后對襲擊的「震驚和厭惡」，並親自慰問挪威國王[68]。首相弗雷德里克·赖因费尔特对攻击事件中的受害者表示沉重哀悼，并表示在精神上支持受害者的家属[69]。外交大臣卡尔·比尔特立刻向挪威外交大臣约纳斯·加尔·斯特勒表达了他对事件的深切哀悼，并在推特上表示“（这一刻）我们都是挪威人”[70]。
- 中國：總理温家宝就事件向挪威首相致慰问电，谴责此暴力袭击事件，并向事件中的遇难者表示哀悼，向遇难者的家属表示深切慰问[71]。
- 美国：總統巴拉克·奥巴马在白宫与新西兰总理约翰·基会面时，特别对事件的遇难者表示慰问和哀悼，同时强调全球共同反恐的重要性。他同时表示，美国愿意在事件的调查上尽可能地提供协助[72]。
- 英国：首相大衛·卡梅倫对发生的事件表示“愤慨”，并谴责这次事件。他对挪威首相表示同情，同时表示英国愿意就事件的调查尽力提供协助，包括罪犯的线索等。他表示他与死伤者的亲属感同身受。英国外交大臣威廉·黑格表示，英国此刻与挪威及盟国合力面对此事件[73][74]。
- 法國：總統尼古拉·萨科齐向挪威首相致慰问电，指攻击事件是“卑鄙恶劣、不可接受”的，同时向事件中的遇难者家属表示深切哀悼和慰问。法国外交部部长阿兰·朱佩表示，法国“严厉谴责此次野蛮而盲目的暴力事件”[75]。
- 欧洲联盟：欧洲理事会主席赫尔曼·范龙佩表示爆炸事件是“懦夫的行为”，他对此表示震惊，并对此表示强烈谴责[76]。
- 联合国：联合国安理会23日发表声明，以“最严厉的言辞”谴责袭击事件，并对挪威政府和人民、受害者及其家属表达深切的同情。安理会重申，一切形式和表现的恐怖主义构成对国际和平与安全的最严重威胁，而且，任何恐怖主义行为都是犯罪行为，无论其动机如何，在何地、何时发生及何人所为[77]。